# Automobiles Zimmermann
Automobiles Zimmermann war ein französischer Hersteller von Automobilen.

## Unternehmensgeschichte
Das Unternehmen aus Épernay begann 1922 mit der Produktion von Automobilen. Der Markenname lautete ZIM. 1924 endete die Produktion.

## Fahrzeuge
Im Angebot standen Cyclecars. Für den Antrieb sorgte ein Einzylindermotor von Train mit 344 cm³ Hubraum. Die Motorleistung wurde mittels einer Kette an die Antriebsachse übertragen. Das Getriebe verfügte über vier Gänge. Die offene Karosserie bot wahlweise Platz für eine oder zwei Personen.